# Agim Ibraimi
Agim Ibraimi (em macedônio: Агим Ибраими) é um futebolista macedônio de origem albanesa que atualmente joga no FK Shkëndija.